# Walter Müller (calciatore 1954)
Walter Müller (Zweibrücken, 28 marzo 1954) è un ex calciatore tedesco.

## Carriera
Nel periodo delle giovanili, Müller giocò nel DJK Homburg. Iniziò la sua carriera professionale nella stagione 1974-1975 di 2. Fußball-Bundesliga all'FC Homburg. Dopo 28 partite e quattro gol, lasciò il club per il Fortuna Colonia. In tre stagioni segnò undici gol e giocò 101 partite. Nel 1978 Müller si trasferì all'1. FC Saarbrücken. Qui trascorse gran parte della sua carriera: fu giocatore titolare e vide la promozione in Bundesliga nella stagione 1984/85. Quando l'allenatore Uwe Klimaschefski fu esonerato l'11 aprile 1986, lui e Wolfgang Seel subentrarono come allenatori fino alla fine della stagione. Dopo un'altra stagione in seconda divisione, Müller concluse la sua carriera.